# Richard Karl von Tessmar

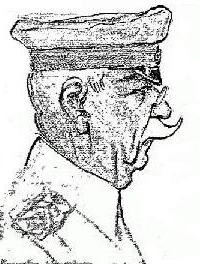
Caricatura de von Tessmar

El Mayor General Richard Karl von Tessmar (1853-1928) fue un general alemán durante la I Guerra Mundial.
Es notorio principalmente por sus hazañas durante la Primera Guerra Mundial, durante la cual comandó las fuerzas alemanes que ocupaban Luxemburgo. Lideró las fuerzas que capturaron la ciudad de Luxemburgo el 2 de agosto de 1914, antes de establecer su mando en la ciudad. El 26 de agosto, 121 civiles belgas fueron ejecutados en la estación ferroviaria de Arlon bajo sus órdenes.
 Su rápida y dura represión de la huelga de mineros en junio de 1917 llevó a la caída del Gobierno de Unión Nacional de Victor Thorn.